# Сафарян, Арам Виленович
Ара́м Виле́нович Сафаря́н (арм. Արամ Սաֆարյան; род. 3 октября 1962, Ереван) — армянский политик и общественный деятель, журналист, политический аналитик, пресс-секретарь министерства иностранных дел Армении (1993—1996).

## Биография
- 1984 — окончил исторический факультет Ереванского государственного университета.
- 1987 — аспирантуру того же факультета. Кандидат филологических наук.
- 1987—1992 — заместитель декана, одновременно преподаватель истории, а затем старший преподаватель в Ереванском государственном университете на подготовительном факультете для иностранных граждан.
- 1990—1992 — в качестве международного обозревателя сотрудничал в еженедельной газете «Айк».
- 1991—1992 — политический обозреватель Армянского государственного телевидения.
- 1993—1996 — пресс-секретарь министерства иностранных дел Армении.
- 1996—1997 — советник по информации и культурным связям посольства Армении в Иране.
- 1997 — директор департамента государственного протокола МИД РА.
- 1998 — директор информационно-аналитического агентства «Лрабер» национального телевидения Армении.
- 1998—1999 — международный обозреватель еженедельной газеты «Жаманак».
- С 1998 — доцент кафедры международных отношений Ереванского государственного университета.
- 1991—2001 — руководитель, международный обозреватель информационно-аналитических программ «Лрабер» телекомпании «Прометевс».
- 2001—2006 — заместитель директора, политический обозреватель информационных и общественно-политических передач телерадиокомпании «Прометевс».
- 2002—2006 — член совета Ереванского пресс-клуба.
- 2003—2006 — член правления Ереванского пресс-клуба.
- 2005—2006 — директор Ереванского отделения Московского института стран СНГ.
- В 1994 — присвоен дипломатический ранг советника.
- 2001 — союзом интеллектуалов Армении был признан «Журналистом года». Участвовал в программах переквалификации журналистов во Франции (1998), в США (2002), в Израиле (2004), в Австрии (2004).
- 2007—2012 — Депутат IV созыва Национального Собрания Республики Армения. Член партии «Процветающая Армения» и секретарь одноимённой фракции.
- 23 февраля 2010 — избран председателем постоянной комиссии по защите прав человека и общественным вопросам парламента РА.
- 2012 — Председатель исследовательско-аналитической общественной организации "Интеграция и Развитие". Главный редактор аналитического сайта "Soyuzinfo.am".
- 2018 — член Международной Академии Информатизации (Канада).
- 2019 май — член Общественного совета Республики Армения.

## Награды
- Орден Дружбы (Россия, 19 декабря 2014) — за большой вклад в укрепление дружбы и сотрудничества с Российской Федерацией, развитие межпарламентских и культурных связей[1]
- Медаль «За вклад в развитие Евразийского экономического союза» (Высший Евразийский экономический совет, 29 мая 2019)[2].
- Почетная медаль Национального Собрания РА (2012)
- Почетная грамота Национального Собрания РА (2011)
- Медаль "Фритьоф Нансен" (2009)
- Серебряная медаль ЕГУ (2019 г.)